# 치비타 디 바뇨레조

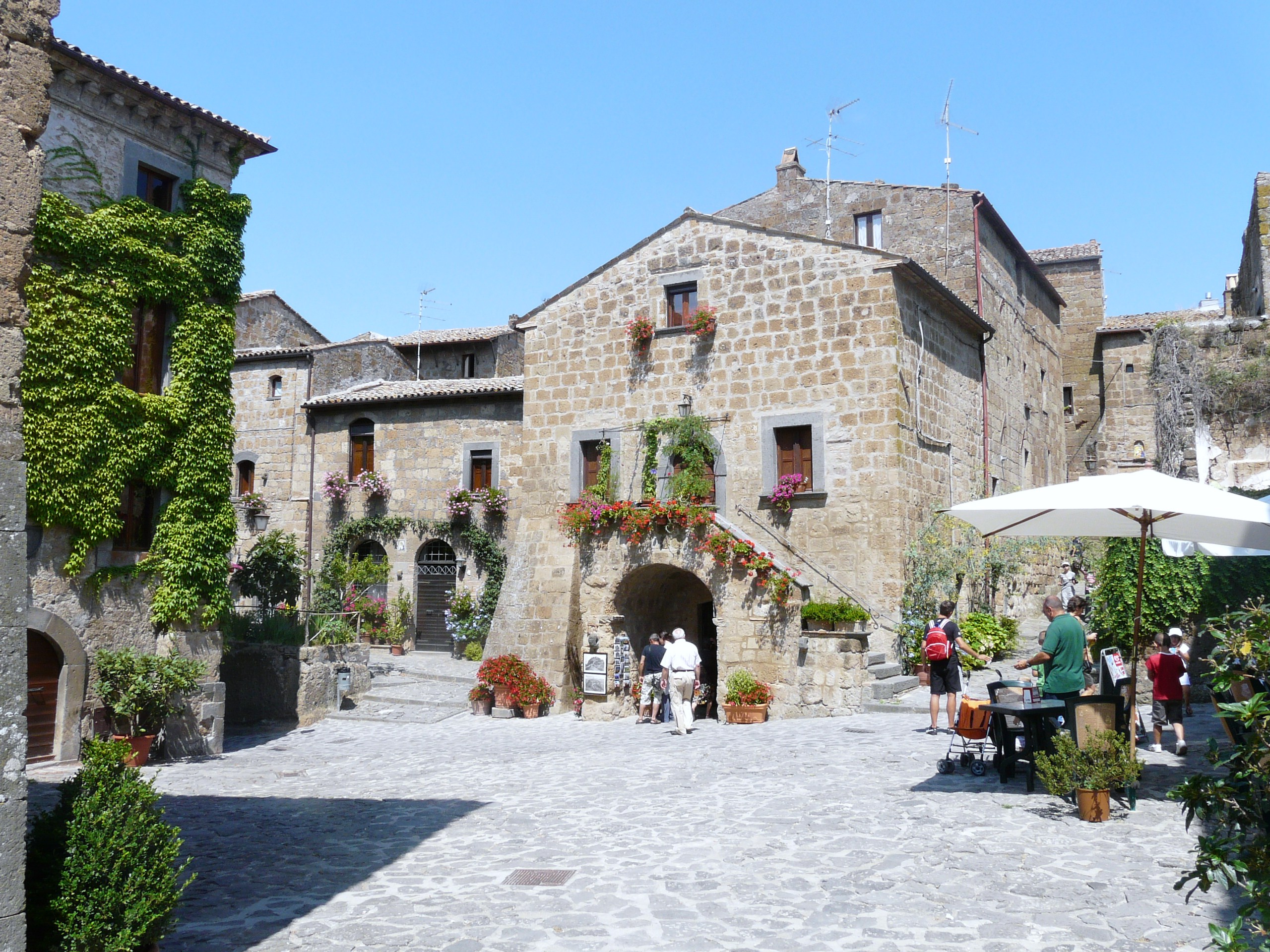
마을 내부 모습

치비타 디 바뇨레조(이탈리아어: Civita di Bagnoregio)는 이탈리아 중부 비테르보도의 바뇨레조 코무네의 외곽에 위치한 마을이다. 바뇨레조에서 동쪽으로 1km(0.6mi), 로마에서 북쪽으로 약 120km(75mi) 정도 떨어져 있다.
인근 마을에서 가는 유일한 접근로는 1965년에 만들어진 보행교 뿐이며 2013년부터 통행료를 받기 시작했다. 통행료 때문에 치비타와 인근 바뇨레조에서는 지역 세금이 폐지되었다. 불안정한 지반으로 자주 침식되기 때문에 치비타는 "죽어가는 도시"로 알려졌다. 치비타 디 바뇨레조는 "이탈리아에서 가장 아름다운 마을"(I Borghi più belli d'Italia) 중 하나이다.

## 지역
치비타는 볼세나 호수 동쪽, 테베레 계곡 서쪽의 황무지 계곡(Valle dei Calanchi, 발레 데이 칼란키)에 위치한 마을로, 바뇨레조에 속해있다. 포사토 델 리오 토르비도(Fossato del Rio Torbido)와 포사토 델 리오 키아로(Fossato del Rio Chiaro)라는 두 개의 주요 계곡으로 구성되어 있다. 원래 이 장소들은 더 쉽게 접근할 수 있었고, 티베르 계곡과 볼세나 호수를 연결하는 고대 도로가 이 곳을 지나고 있었다.
이 지역의 지형은 침식과 산사태로 인해 발생했다. 이 지역은 연대와 구성이 다른 두 개의 다른 암석층으로 이루어져 있다. 가장 오래된 지형은 점토로 이루어진 곳으로, 점토는 바다에서 나와 특히 침식되기 쉬운 바닥층을 형성한다. 가장 위 층은 응회암과 용암 물질로 만들어졌다. 빠른 침식은 하천, 대기 요인, 그리고 삼림 파괴로 인해 발생한다.
16명만이 살고 있는 치비타는 홀로 외딴 지역에 위치해 있으며, 1965년에 건설된 철근 콘크리트 보행자 다리를 통해서만 접근할 수 있다. 이 다리는 일반적으로 보행자만 통행할 수 있지만, 바뇨레조 지방자치단체는 주민과 근로자들의 건의로 특정 시간대에 자전거나 오토바이로도 다리를 건널 수 있도록 했다. 마을이 고립된 이유는 언덕과 주변 계곡이 점진적으로 침식되어 황무지가 형성되기 때문이다. 이는 현재도 진행되고 있으며, 마을이 사라질 위험도 있다. 이것이 치비타가 "죽어가는 도시"로도 알려진 이유이다.

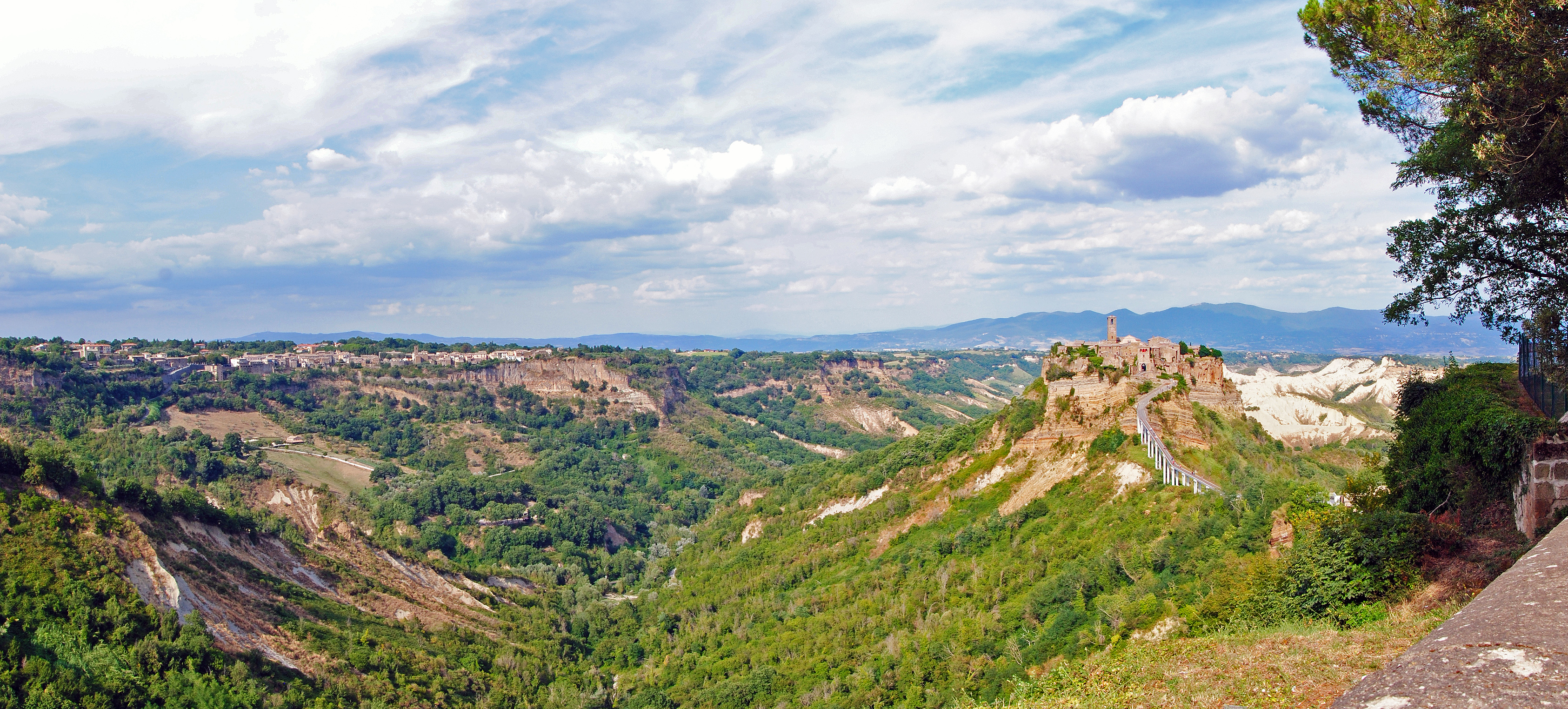
"Valle dei Calanchi"가 보이는 치비타 디 바뇨레조의 파노라마

## 위치
치비타 디 바뇨레조는 테베레강 계곡이 내려다보이는 연약한 화산암 고원 위의 눈에 띄는 위치로 유명하며, 침식으로 인해 고원의 가장자리가 무너지고, 건물의 토대가 무너지면서 끊임없이 붕괴될 위험에 처해 있다. 2004년부터 추가적인 지질학적 피해를 막기 위해 강철 막대로 고원을 보강할 계획이 있었다.

### 건축학
이 마을은 수백 년에 걸쳐 지어진 건축물로도 많은 사랑을 받고 있다. 치비타 디 바뇨레조는 비교적 고립된 위치 덕분에 지금처럼 변함없는 상태를 유지할 수 있었는데, 근현대의 주요 침략과 두 번의 세계 대전으로 인한 파괴에도 견뎌낼 수 있었다. 현재 이 마을의 인구는 10명대를 유지하고 있는데, 마을 내의 여러 숙박 시설로 여름철에는 관광객들로 붐빈다.
이 마을은 침식과 규제되지 않은 관광으로 인한 위협 때문에 세계 유적 재단이 선정한 2006년 위험에 처한 100대 명소 목록에 오르기도 했다.

## 관광
인상적인 지리적 위치와 중세 건물 덕분에 많은 관광객들이 찾아오며, 영화 배경으로도 여러번 등장했다.
2021년 1월, 바뇨레조 시장은 유네스코에 치비타를 세계문화유산으로 지정하자는 제안을 제출했다.

### 기념물과 명소
마을 안에는 여러 중세 주택이 있다. 중앙 광장을 내려다보고 내부에 성스러운 나무 십자가가 보관되어 있는 산 도나토 교회, 지질 및 산사태 박물관이 있는 알레만니 궁전, 16세기의 방앗간인 주교 궁전, 성 보나벤투라가 태어난 집의 유적과 오르비에토의 모날데스키(Monaldeschi) 가문에 대항한 치비타 주민들의 민중 반란을 기리기 위해 발 사이에 사람의 머리를 쥐고 있는 두 마리의 사자가 있는 산타 마리아의 문이 있다.

## 문화

### 치비타의 성십자가
성금요일에는 성십자가가 수세기 전부터 이어져 온 "바뇨레지조 성금요일 행렬"(Processione del Venerdì Santo di Bagnoregio)에 따라 운반되어 산 도나토 교회의 관에 안치된다. 전설에 따르면, 1449년에 반뇨레조 주변 지역 전체를 강타한 전염병이 유행했을 때 십자가가 한 독실한 여성에게 말을 걸었고, 그 여성이 매일 이 신성한 성상 앞에 가서 그 고통이 끝나도록 기도해 달라고 빌었다고 한다. 그러던 어느 날, 그 여인이 그리스도께 기도하던 있을 때, 주님께서 기도를 성취하셨고 전염병이 끝날 것이라며 안심시키는 목소리를 들었다고 한다. 그리고 실제로 며칠 후, 전염병이 종식되었고, 동시에 독실한 여인도 죽었다.
- 크리스마스가 되면 중세 거리 배경의 마리아와 요셉의 이야기가 묘사된 그리스도 성탄화가 걸려진다.
- 6월 첫째 주 일요일과 9월 둘째 주 일요일에 중앙 광장에서 세속적인 팔리오 델라 토나(Palio della Tonna, 지역 방언으로 "톤다")가 준비된다. 이 팔리오(말 경주)에서 사람들은 당나귀 등에 올라타 서로 경주한다.
- 6월 첫째 주 일요일에는 마리아 SS. 리베라트리체(SS. Liberatrice.)라는 첫 번째 축일이 있다.
- 7월 마지막 주와 8월 첫 주에는 콘서트, 세미나, 잼 세션 등이 있는 Tuscia in Jazz Festival이 열린다.[6]
- 9월 둘째 주 일요일은 SS. 크로치피소(SS. Crocifisso)라고 불리는 두 번째 축일이다.

### 대중 문화에서
- 치비타에서 촬영된 많은 영화 중에는 다음과 같은 영화가 있다: 스테파노 반지나 감독의 《두 대령》 (1962); 영화 《레츠 해브 어 라이엇》 (1970)의 에피소드 '일 프레테' (Il prete ); 안드레이 타르콥스키 감독의 영화 《노스텔지아》 (1983)의 에피소드; 알베르토 시로니 감독의 미니시리즈 《피노키오》(2009년 RAI 1 에서 방영); 에도아르도 팔코네 감독의 《잇츠 올 어바웃 카르마》 (2017); 알레산드로 제노베시 감독의 《마이 빅 게이 이탈리안 웨딩》(2018).
- TV 시리즈 《에스페란사》의 초기 영상은 치비타에서 촬영 되어 2002년 이탈리아로 전송되었다.
- 치비타는 스튜디오 지브리의 미야자키 하야오 감독의 1986년 애니메이션 영화 《천공의 성 라퓨타》에 영감을 준 곳으로도 유명하다.